# Biblioteca Pública Ramón Menéndez Pidal
La Biblioteca Pública Ramón Menéndez Pidal de Pola de Lena (La Pola, Decreto 74/2005, de 7 de julio)  Asturias, se inauguró el 28 de diciembre de 1946 por el presidente de la Diputación Provincial Ignacio Chacón Enríquez. Se encuentra situada en la Plaza Alfonso X el Sabio, de Pola de Lena, Asturias.
Es la sede principal de la red de bibliotecas del concejo de Lena, que se completa con el Centro de Lectura de Campumanes (ubicada en La Casona de los Llanes-Posada o Casa de Llorián una construcción del siglo XVI, renovada en 1890 y posteriormente cedida al Ayuntamiento de Lena, para servicios municipales) y el Centro de Lectura de Vil.layana.

## Historia
En el acto de inauguración de la biblioteca se leyó el escrito enviado por Ramón Menéndez Pidal natural de Pajares (Lena).
La biblioteca  en sus inicios estaba situada en la Plaza Alfonso X el Sabio y tenía una única sala; el mobiliario era de madera tallada, abría dos horas de lunes a viernes, ofrecía Servicio de préstamo y el fondo con el que contaba era de 1.386 libros. 
En febrero de 1976 se traslada a los bajos del Ayuntamiento donde permanece hasta abril de 1979, en que pasa a ocupar la plata baja de la Casa Municipal de Cultura y en 1.985 a la segunda planta del mismo edificio, de nuevo en la Plaza Alfonso X el Sabio.

## Servicios de la biblioteca

### Sección Local
- Archivo Histórico: acceso a la base de datos del catálogo del Archivo Histórico de Lena, que se encuentra en el Ayuntamiento de Lena.
- Hemeroteca Local: recopilación de las noticias de prensa relativas al Concejo de Lena desde 1963. La base de datos de la hemeroteca permite la consulta por descriptores: temático, onomástico, geográfico, cronológico, por titular y por diario de prensa.
- Pliegos y libros de la Fundación Ronzón (Fondo Antiguo)
- Vital Aza[3]
- Libros publicados del Concejo de Lena
- Folletines, carteles y boletines

### Sala de publicaciones periódicas

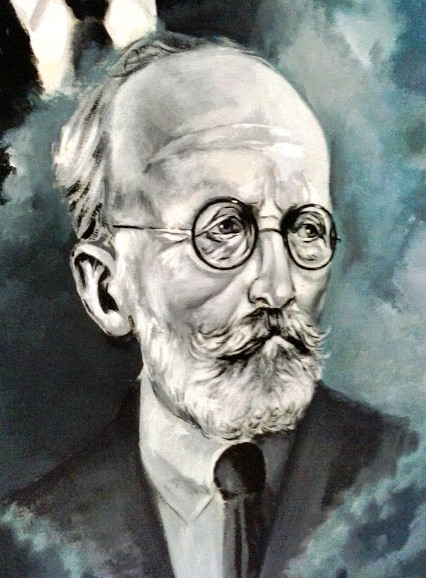
Pintura a la entrada de la biblioteca "Ramón Menéndez Pidal"

Con oferta diaria de prensa de ámbito nacional y regional.
Publicaciones especializadas.
Publicaciones variadas.

### Préstamo y consulta
Las secciones de consulta y préstamo adultos, infantil-juvenil están separadas, aunque dentro de la misma planta:
Sala de adultos
- Sección de consulta y préstamo
- Sección de temática asturiana
- Sección Local
- Sala de estudios y trabajos

Sala infantil - juvenil
- Sección de préstamo y colecciones
- Revistas y cómics
- Sección audiovisual: préstamo de discos (CD)
- Sección informática: dos equipos para consultar el fondo bibliográfico.

### Animación a la lectura
La red de bibliotecas municipales de Lena, la biblioteca de La Pola y los centros de lectura de Villayana y La Casona de Campumanes realiza una programación estable en torno a la lectura que abarca desde los cuentos de Raitanín, la mascota de las bibliotecas; actividades en coordinación con los Centros escolares ; “Educándomos”, en colaboración con el Plan Municipal sobre drogas, programa   en el que tienen un papel fundamental las familias; el Club de lectura para Adultos; Agora 7 con presentaciones de libros y charlas diversas; la Bibliopiscina durante los meses de julio y agosto; las visitas escolares, la colaboración en ediciones de libros de interés local así como actividades concretas en el Día del libro o el Día de la Biblioteca, e incluso participando en los carnavales, en la foguera de San Xuan o en Pascua 
Bibliopiscina
Dentro del proyecto de dinamización cultural y lectora, durante julio y agosto los servicios que presta la Biblioteca Municipal ofrece sus servicios de préstamo y publicaciones en espacios alternativos, las Piscinas Municipales del Masgaín, bajo la denominación de Bibliopiscina.